# Monsterhouse
Monsterhouse is het tweede studioalbum van de Amerikaanse alternatieve rockband Warbly Jets. Het album werd uitgebracht op 12 november 2021 onder het label Rebel Union Recordings.

## Achtergrond
Na een lange stilte van de band na een tour door de Verenigde Staten van hun ep Propaganda kondigde de band op 30 oktober 2020 de nieuwe single NASA aan voor hun tweede studioalbum. Het nummer werd op 6 november 2020 uitgebracht, en bracht een nieuw elektronisch geluid met zich mee. De band vertelde dat hun nieuwe album ''een nieuw hoofdstuk'' voor de band betekende, aangezien het geluid van de band erg was veranderd na de uitgave van NASA.
Samuel Shea en Julien O’Neil vertelde dat ze het afgelopen jaar ''praktisch woonden'' in een studio in Los Angeles waar ze hun tweede album schreven en produceerde. Op 29 januari 2021 werd hun tweede single Low Resolution uitgebracht. De viceoclip van het nummer werd opgenomen in Los Angeles. "Een van mijn favoriete muziekvideo's aller tijden is de video voor Drop van The Pharcyde," zegt Shea. "Het wordt allemaal omgekeerd uitgevoerd en dan teruggeflipt om te synchroniseren met het nummer op een echt coole en onnatuurlijke manier, wat voor mij extreem 'cutting edge' was toen ik het voor het eerst zag als kind. Ik ging er altijd vanuit dat het in Manhattan ofzo was opgenomen, maar onlangs realiseerde ik me dat het in LA was opgenomen in het steegje van St. Vincent Court - en dat is precies waar Ultrasound zich bevindt. Daarom wist ik dat we daar iets moesten opnemen als eerbetoon aan die video. 'Low Resolution' leek me de perfecte gelegenheid."
Op 26 augustus 2021 kondigde de band hun tweede studioalbum Monsterhouse aan. Shea en O’Neil hadden al het idee om voor de coverart een brandend huis te gebruiken, en toen Shea door Hollywood fietste en een verlaten huis vond maakte hij samen met O’Neil er foto's van, en liet hij het huis door artiest Mishko digitaal in brand zetten. Een dag na de aankondiging bracht de band de derde single TMI uit.
Een dag voor het uitbrengen van het album bracht de band een vierde single, Let Go : Be Free exclusief uit op het radiostation SiriusXM Alt Nation. Ook brachten ze een videoclip bij het nummer uit. Op 12 november werd het album uitgebracht. O’Neil vertelde over het album: "Alles veranderde. Onze line-up, stijl, verschijningen. Ons 'ontdoen van onze huid' voelde als een belangrijke groeispurt die stond te gebeuren in de laatste twee of drie jaar en muzikaal wilden we iets totaal unieks maken in onze gedachten. Sam en ik waren in staat om dit album te benaderen met een zeer vrij, open canvas."

## Tracklist
| Nr.          | Titel                       | Duur  |
| ------------ | --------------------------- | ----- |
| 1.           | ''Monsterhouse''            | 3:50  |
| 2.           | ''Bad News''                | 3:22  |
| 3.           | ''NASA''                    | 3:27  |
| 4.           | ''TMI''                     | 3:48  |
| 5.           | ''Let Go : Be Free''        | 3:29  |
| 6.           | ''Bloodlust''               | 0:39  |
| 7.           | ''Low Resolution''          | 2:38  |
| 8.           | ''I Want It All''           | 3:16  |
| 9.           | ''Victimizer''              | 2:50  |
| 10.          | ''Young Future of Amer!ka'' | 0:51  |
| 11.          | ''No Brainer''              | 2:48  |
| 12.          | ''2020''                    | 3:56  |
| 13.          | ''Time on Our Side''        | 1:31  |
| Totale duur: | Totale duur:                | 36:35 |